# Guglielmo Pecori Giraldi
Pour les articles homonymes, voir Giraldi.
 Guglielmo Carlo Alessandro Maria Pecori-Giraldi (né le 10 septembre 1856 à Borgo San Lorenzo, dans le Grand-duché de Toscane et mort le 15 février 1941  à Florence) est un général et un homme politique italien. Il fut fait maréchal d'Italie par Mussolini.

## Biographie
Guglielmo Pecori Giraldi était comte du Saint-Empire romain germanique et descendant d'une famille patricienne noble de Florence. Son père était Francesco et sa mère Maria Genta; il fut marié à Camille Sebregondi puis à Lavinia Ester Maria Morosini.

### Carrière militaire
Formé à l'académie militaire de Turin, il en sort en 1877 avec le grade de sous-lieutenant (sottotenente) et sert ensuite dans diverses unités d'artillerie. Il a ensuite été promu capitaine (capitano).
Après avoir rejoint l'état-major général en 1887, il est affecté au commandement des troupes en Afrique. En Érythrée, il participe à la campagne d'Afrique de l'Est (1896-1897) et se voit ensuite confier le commandement des troupes érythréennes. C'est là (avec l'expédition d'Alessandro Asinari di San Marzano) qu'il prend les technologies innovantes qu'il a apprises à Paris (par exemple les aérostats d'où il peut observer le terrain, les photoélectriques pour la défense nocturne, les télégraphes optiques et les mitrailleuses Montigny Cristophe équipées de 31 canons) et les adapte à la situation, en faisant avancer les troupes pour surprendre les forces ennemies sur leur terrain.

Il rentre chez lui en avril 1889 et est promu major (maggiore) en 1891. Il est ensuite envoyé en Alsace-Lorraine et à Salzbourg, avant de retourner en Italie en 1895, où il devient colonel (colonnello) d'état-major général en 1898. En 1900, il est nommé chef d'état-major du VIIIe corps d'armée.
Il devient ensuite commandant du corps des troupes coloniales en Érythrée italienne, assumant également la fonction de régent civil de la colonie pendant quelques mois. Il rentre en Italie en 1907 avec le grade de général de division (maggior generale) et commande les brigades "Pise" et "Cuneo".
Promu lieutenant général (tenente generale), à partir du 12 juillet 1911, il devient commandant de la division de Messine et participe à la guerre italo-turque en dirigeant les opérations de conquête de l'oasis d'Ain Zara (voir Bataille d'Ain Zara). L'occupation de l'oasis a permis de desserrer l'emprise ottomane sur la ville de Tripoli et d'étendre l'occupation italienne à toutes les oasis de la ceinture de Tripoli. En 1912, il a été placé dans la réserve.
Rappelé au service en 1915 avec la Première Guerre mondiale, grâce au général Luigi Cadorna qui le tenait en haute estime, il commanda la 27e division (qui comprenait les brigades "Benevento" et "Campania"). Après avoir remporté la bataille de l'Isonzo, il est promu commandant du VIIe corps d'armée et, après avoir été décoré de l'honneur de grand officier de l'Ordre militaire de Savoie en mai 1916, il est placé à la tête de la 1re armée, déployée sur le front d'Altipiani jusqu'à la fin du conflit, avec le grade de général de corps d'armée (tenente generale in comando d'armata). Le 3 novembre 1918, Pecori Giraldi devient le premier gouverneur militaire et civil de Trente et, quelques jours plus tard, du Trentin et du Tyrol du Sud, la " Venezia Tridentina ", jusqu'au 20 juillet 1919, et est remplacé par Luigi Credaro. Le 19 mai 1919, il est décoré du titre de Cavaliere di Gran Croce dell'Ordine militare di Savoia (chevalier de la Grand-croix de l'Ordre militaire de Savoie) et, en novembre, il est nommé général d'armée (Generale d’esercito), le plus haut rang de la hiérarchie militaire italienne.

### Sénateur et maréchal d'Italie
Toujours en 1919, il est nommé sénateur du Royaume.
En 1923, il est élu vice-président du Conseil de l'Armée.
Le 17 juin 1926, il est nommé maréchal d'Italie par Mussolini. En 1926, il revient à la tête du Trentin, puis en 1932, il est invité à deux reprises à rejoindre le parti national fasciste (Partito Nazionale Fascista - PNF), offre qu'il décline à chaque fois.

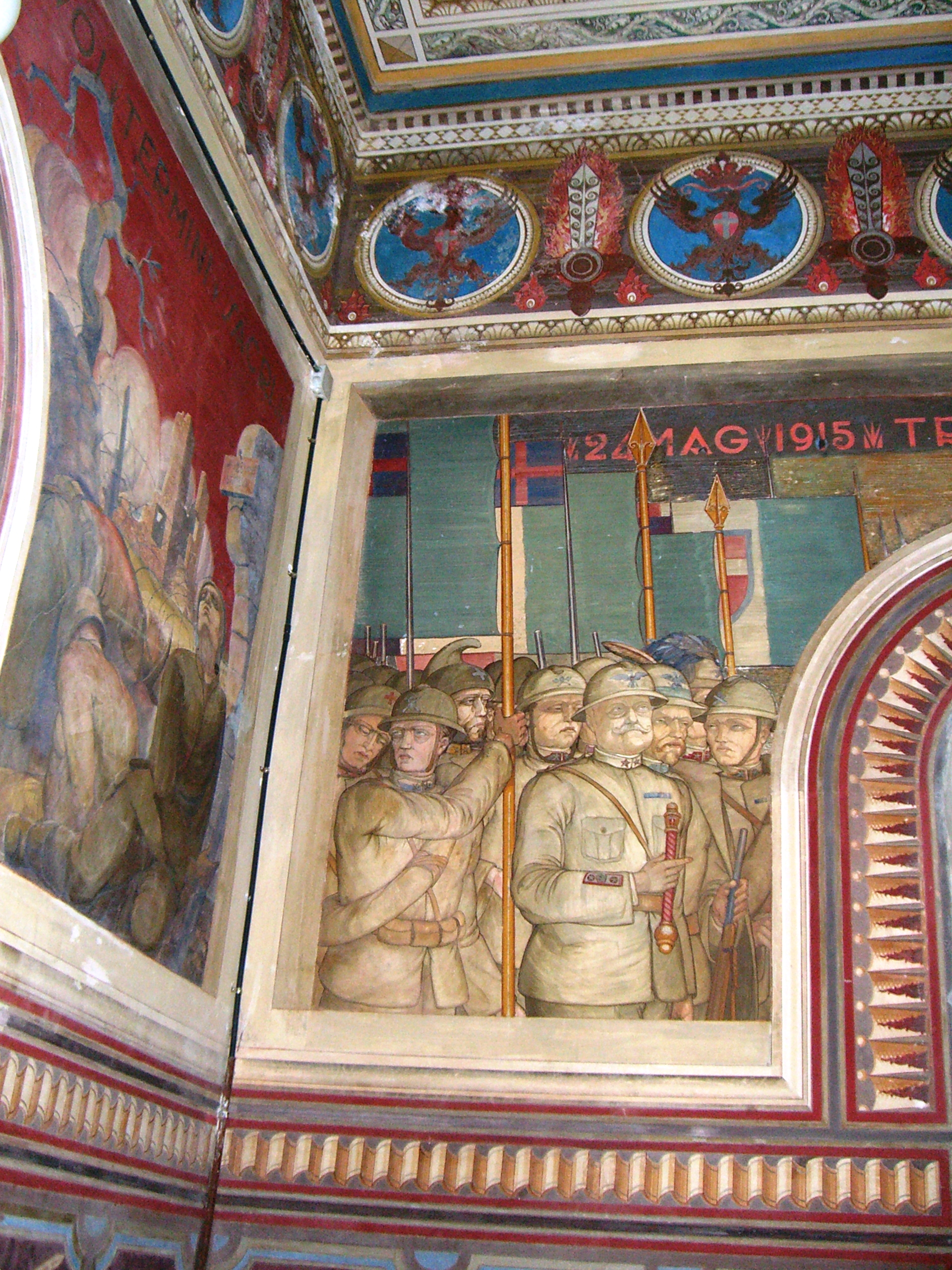
Tito Chini, fresques dans le sanctuaire de l'ossuaire de Pasubio où est représenté Guglielmo Pecori Giraldi

Il a été président du conseil d'administration de la Cassa di Risparmio di Firenze. Il meurt à Florence en 1941, et fut enterré en 1953 à l'ossuaire de Pasubio, sur son ordre, avec ses soldats tombés au cours des batailles sanglantes de la Première Guerre mondiale.

## Remerciements
Vicenza a l'honneur d'avoir comme legs la collection de ses documents au Museo del Risorgimento.
Aujourd'hui, la Villa Pecori Giraldi à Borgo San Lorenzo abrite le musée Chini lié à l'usine florentine "Arte della Ceramica" (art de la céramique) et à l'usine de Borgo "Fornaci San Lorenzo" dirigée d'abord par Galileo Chini puis, à partir de 1925, par Tito Chini. Toujours à Borgo San Lorenzo (FI), il a été président de la Società Mugellana di Studi Storici, créée en 1925 dans le but de promouvoir les fouilles archéologiques et de sauvegarder le patrimoine local, avec la création d'un musée historico-artistique régional, et avec la reconstruction historique de la contribution du Mugello au Risorgimento national.

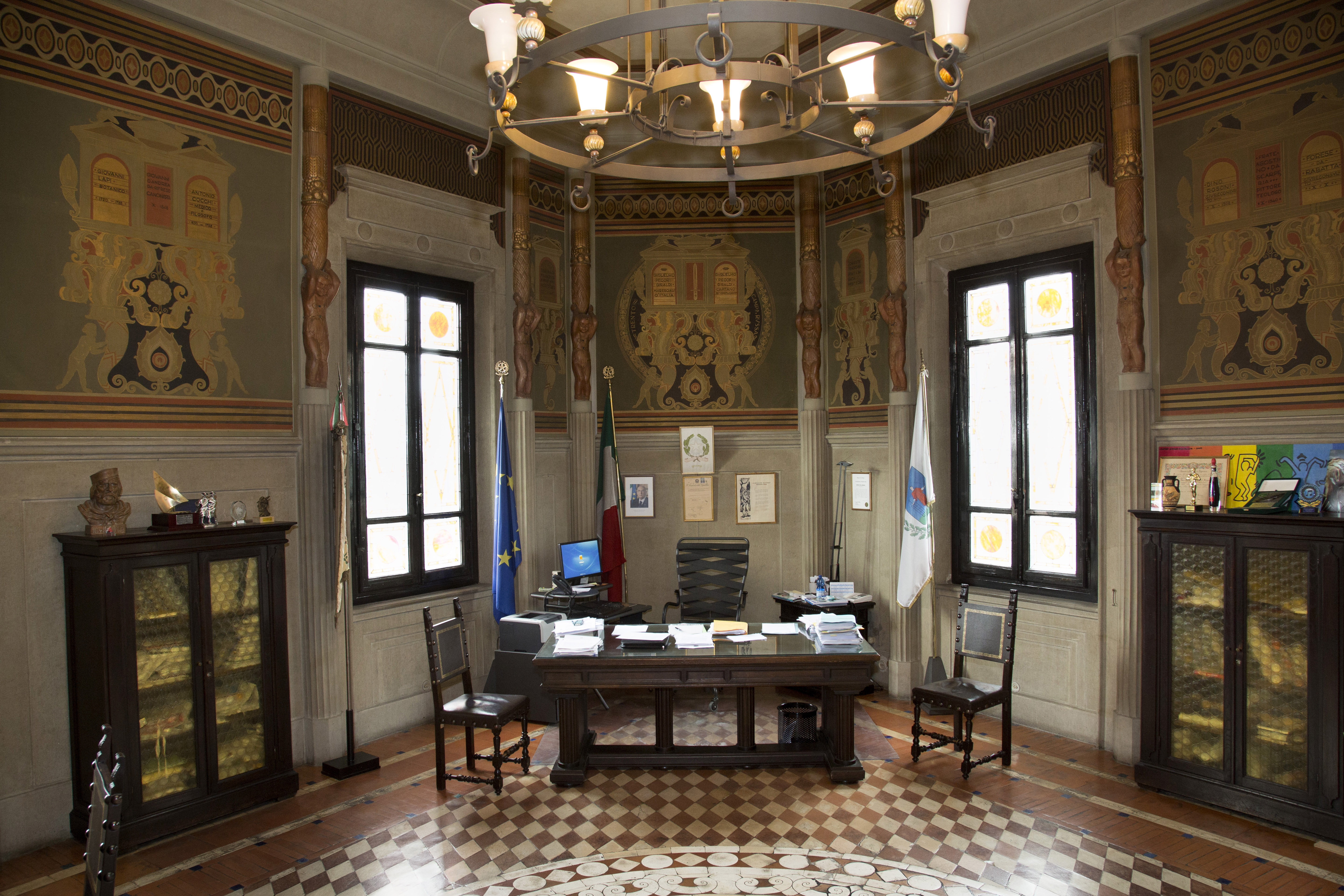
Décorations de Tito Chini dans la Sala del Podestà avec les hommes illustres du Mugello, dont Guglielmo Pecori Giraldi, le seul vivant.

## Épée d'honneur
En 1919, Galileo Chini a fourni le dessin de la poignée de l'"épée d'honneur" conservée au musée civique de Vicence, qui a été offerte au général Pecori Giraldi en témoignage d'admiration pour son travail.
Dans la décoration de la poignée sont imprimées les figures symboliques d'Hercule, de Trente et de Trieste, ces deux-là étant enveloppés par le serpent de l'esclavage, avec la tête de Méduse au milieu.

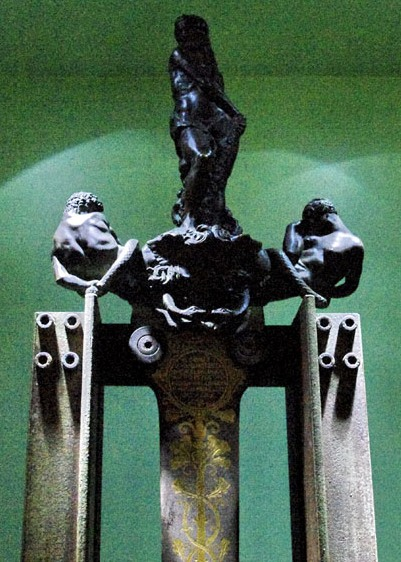
Épée d'honneur offerte à Guglielmo Pecori Giraldi

La lame de l'épée a été travaillée dans une coutellerie de Scarperia par Torquato Tonerini, tandis que le travail plastique a été réalisé par Guido Calori, et le moulage par Mario Nelli ; et tout est passé sous le jugement de Domenico Trentacoste. 

Cette expression vive et spontanée que Mugello voulait lui assurer, en signe d'admiration et d'affection, fut très appréciée par le général Guglielmo Pecori Giraldi, même si, en février 1919, lors de la réception organisée en son honneur au Palazzo Comunale (Borgo San Lorenzo), il avait exprimé le souhait que l'hommage soit plus modeste et que le surplus soit destiné aux orphelins de guerre, comme le rapporte l'avocat Giuseppe Ungania dans "Il Messaggero del Mugello".

La cérémonie de remise de l'"épée d'honneur" a lieu le 4 juin 1922. Le général Luigi Cadorna est également présent et tout le Mugello y participe.

## Fondation "3 novembre 1918"
La "Fondation 3 novembre 1918", voulue par Guglielmo Pecori Giraldi et dédiée à la mémoire des morts de la Grande Guerre, a érigé l'Ossuaire-Sacello sur le mont Pasubio, dont la décoration picturale intérieure a été confiée à Tito Chini, qui a également décoré les Ossuaires de guerre de Trévise, Schio, Vérone, Trente et l'Ossuaire-Temple de Bassano del Grappa.
L'inauguration de l'ossuaire de Pasubio a eu lieu le 29 août 1926 en présence du Roi, et depuis lors jusqu'à aujourd'hui, le pèlerinage annuel en l'honneur et à la mémoire de la Première Armée se répète. Guglielmo Pecori Giraldi avait exprimé le désir d'être enterré avec ses soldats, et c'est ce qui s'est produit le 19 juillet 1953 lorsque le corps du général a été transféré au Pasubio depuis la chapelle de la famille Pecori Giraldi à la Villa Rimorelli à Borgo San Lorenzo, où il était conservé depuis douze ans.

## Curiosité
L'artiste Tito Chini a rendu hommage au général Guglielmo Pecori Giraldi en le plaçant comme seule personne vivante au centre de la décoration des "hommes illustres" du Mugello réalisée dans la salle du podestat du Palazzo Comunale (Borgo San Lorenzo). A côté des gloires du passé - parmi lesquelles Giotto, Beato Angelico, Andrea del Castagno, Francesco d'Ubertino dit "Le Bacchiacca", Antonio da Sangallo il Giovane, Giovanni della Casa, Filippo Pananti, Don Lino Chini, Luigi Fiacchi dit "Clasio", Giovanni Lapi, Antonio Cocchi, etc. - le seul personnage vivant dont on se souvient est le Maréchal d'Italie, le Général Guglielmo Pecori Giraldi.

## Distinctions honorifiques
- Chevalier de l'Ordre suprême de la Très Sainte Annonciade - 1929
 - Chevalier de Grand-croix de l'Ordre des Saints-Maurice-et-Lazare - Arrêté royal du 30 décembre 1919, 1920, page 20. Consulté le 8 décembre 2020
 - Chevalier de Grand-croix de l'Ordre de la Couronne d'Italie - 1929
 - Grand officier de l'Ordre militaire de Savoie - 28 décembre 1916
 - Chevalier de Grand-croix de l'Ordre militaire de Savoie - 24 mai 1919
 - Croix du Mérite de la guerre (2 fois)
Maréchal d'Italie - 25 juin 1926
 - Médaille commémorative des campagnes d'Afrique (1882-1935)
 - Médaille commémorative de la guerre italo-turque 1911-1912
 - Médaille commémorative de la guerre italo-autrichienne 1915-1918 (4 ans de campagne)
 - Médaille commémorative de l'Unité italienne
 - Médaille italienne de la Victoire interalliée
 - Chevalier d'honneur et de dévotion de l'ordre souverain de Malte

## Source
- (it) Cet article est partiellement ou en totalité issu de l’article de Wikipédia en italien intitulé « Guglielmo Pecori Giraldi » (voir la liste des auteurs).